# Śliwa (województwo warmińsko-mazurskie)
Śliwa (niem. Schliewe) – wieś w Polsce, położona w województwie warmińsko-mazurskim, w powiecie iławskim, w gminie Zalewo.
W latach 1975–1998 miejscowość administracyjnie należała do województwa olsztyńskiego.
Wieś wzmiankowana w dokumentach z roku 1338, jako wieś pruska na 16 włókach. Pierwotna nazwa Slebo nosi ślady wpływu języka polskiego. W roku 1782 we wsi odnotowano 15 domów (dymów), natomiast w 1858 w 13 gospodarstwach domowych było 126 mieszkańców. W latach 1937–39 było 206 mieszkańców. 
W roku 1973 wieś należały do powiatu morąskiego, gmina Zalewo, poczta Boreczno.
Zobacz też: Śliwaków